# Simpatico
Pour plus de détails, voir Fiche technique et Distribution.
Simpatico est un film franco-américain de Matthew Warchus réalisé en 1999. Le film est adapté de la pièce éponyme de Sam Shepard.

## Synopsis
Après avoir été de grands amis, Carter et Vincent ont pris des chemins divergents : le premier est devenu un homme d'une extrême richesse, le second est devenu un voleur en tout genre. Un beau jour, Vincent appelle Carter pour lui demander un service. Ce dernier accepte, ne sachant pas à quoi il s'expose...

## Fiche technique
- Réalisation : Matthew Warchus
- Scénario : Matthew Warchus, David Nicholls d'après la pièce de théâtre de Sam Shepard
- Production : Jean-François Fonlupt, Dan Lupovitz, Timm Oberwelland
- Coproduction : Chuck Binder, Matthew Warchus
  - Producteur associé : Leon Melas
  - Producteur exécutif : Sue Baden-Powell; Joel Lubin, Greg Shapiro
- Société de production : Emotion Pictures, États-Unis ; Kingstate Films, États-Unis ; Zeal Pictures, États-Unis ; Studiocanal, France
- Photographie : John Toll
- Musique : Stewart Copeland
- Montage : Pasquale Buba
- Distribution : Mars Distribution, France
- Pays :  États-Unis,  France
- Genre : comédie dramatique
- Durée : 106 minutes
- Année de production : 1999
- Date de sortie : 3 mai 2000

## Distribution
- Nick Nolte (V. F. : Dominique Collignon-Maurin) : Vincent Webb
- Jeff Bridges (V. F. : Patrick Floersheim) : Lyle Carter
- Sharon Stone (V. F. : Micky Sébastian) : Rosie Carter
- Catherine Keener (V. F. : Carole Franck) : Cecilia
- Albert Finney (V. F. : Jean-Claude Sachot) : Sims / Ryan Ames
- Shawn Hatosy : Vinnie Webb jeune
- Kimberly Williams : Rosie jeune
- Liam Waite : Young Lyle Carter
- Whit Crawford : Jean
- Bob Harter : Louis
- Angus T. Jones : Kid à 5 ans
- Ken Strunk (V. F. : Hubert Drac) : Charlie
- Ashley Gutherie : Kelly
- Maria Carretero : Airport Attendant
- Nicole Forester : Flight Attendant

## Box-office
- Recettes: $902,144 (USA) (27 février 2000)[réf. souhaitée]